# Parafia Ewangelicko-Metodystyczna w Lipowie
Parafia Ewangelicko-Metodystyczna w Lipowie – zbór metodystyczny działający w Lipowie, należący do okręgu wschodniego Kościoła Ewangelicko-Metodystycznego w RP.
Lipowo jest wsią o tradycjach protestanckich sięgających początków reformacji. W 1532 r. przybył tu pierwszy ewangelicki pastor. Obecnie lipowscy protestanci należą do miejscowej parafii ewangelicko-metodystycznej.
Nabożeństwa odbywają się w niedziele o godz 8:30.